# Rommelsbach
Rommelsbach ist ein Stadtteil von Reutlingen im Landkreis Reutlingen in Baden-Württemberg.

## Geographie
Rommelsbach liegt rund fünf Kilometer nördlich der Reutlinger Kernstadt. Es grenzt an die Stadtteile Altenburg und Oferdingen im Norden, Reicheneck im Nordosten, Orschel-Hagen im Süden und Sickenhausen im Westen. Am westlichen Ortsrand von Rommelsbach verläuft die Bundesstraße 464.

## Geschichte

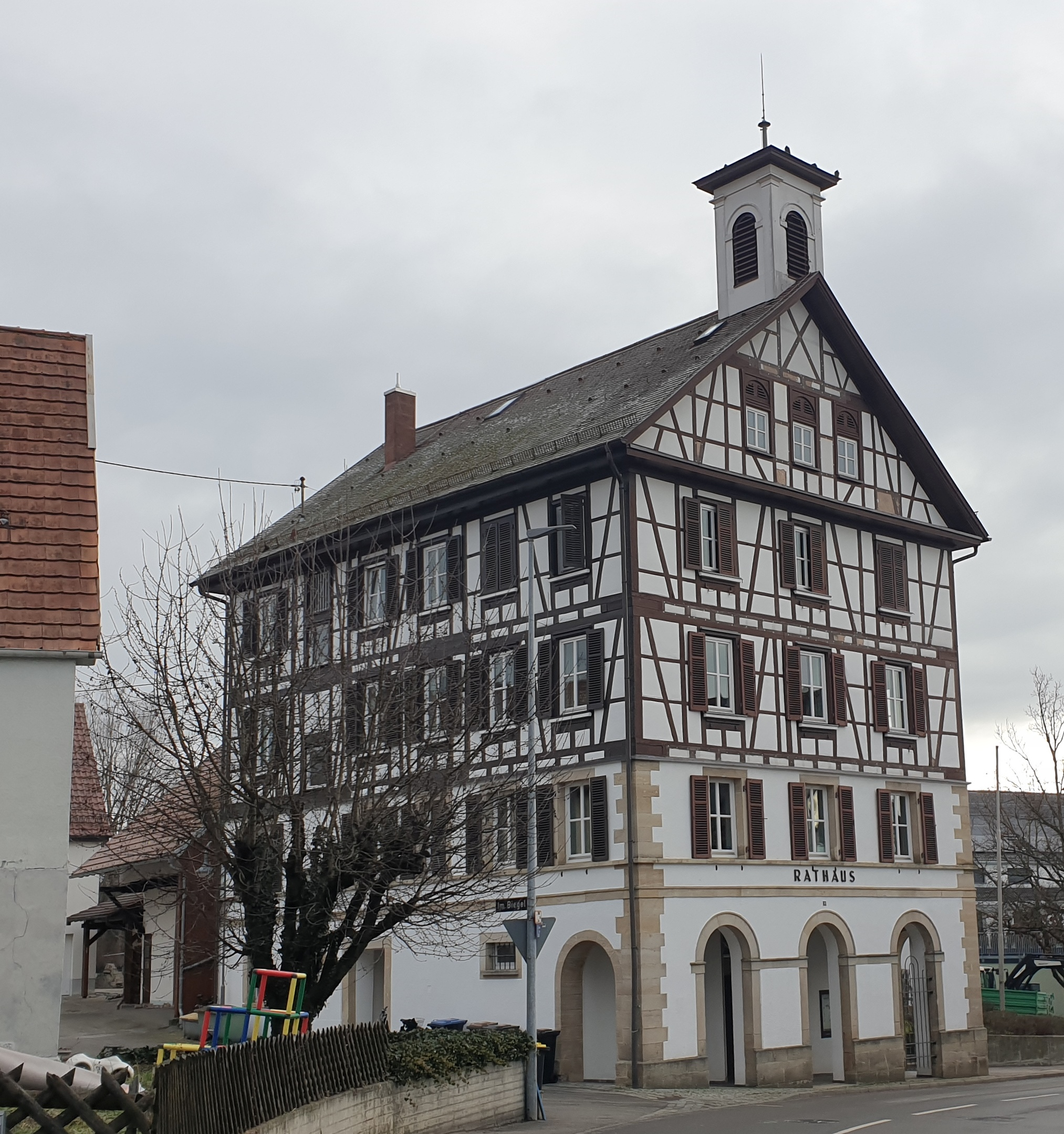
Rathaus Rommelsbach

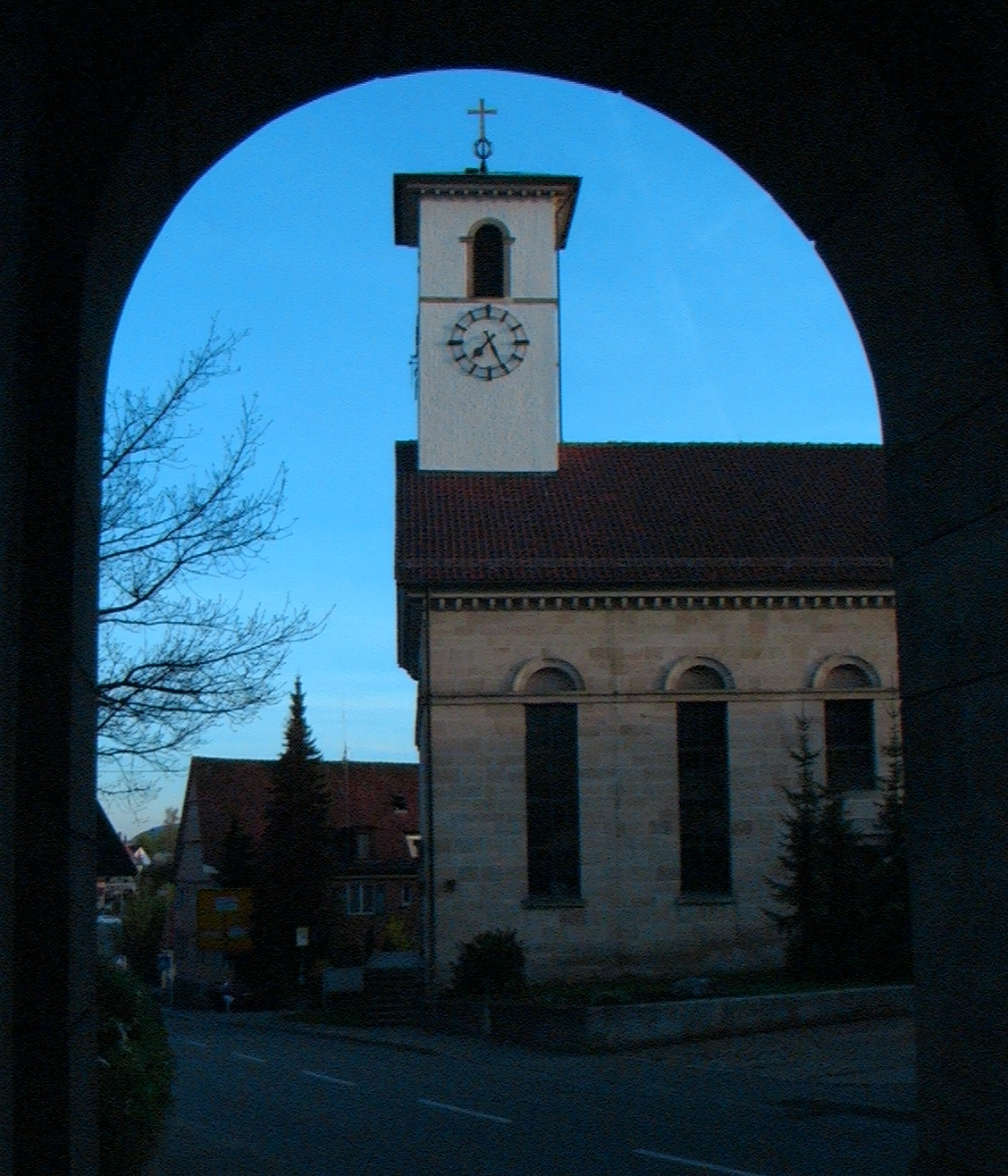
Ev. Martinskirche von Christian Friedrich von Leins

Rommelsbach wurde 1089/1090 erstmals in einer Schenkung an das Kloster Zwiefalten erwähnt. Danach war die Reutlinger Patrizierfamilie Teufel Ortsherr, die Altenburg, Degerschlacht und Sickenhausen 1444 an Graf Ludwig von Württemberg verkaufte. Damit gehörte Rommelsbach zum Oberamt Tübingen. 1938 kam der Ort dann zum Landkreis Reutlingen, am 1. Juli 1974 wurde er in die Stadt Reutlingen eingegliedert. Von 1928 bis 1970 war Rommelsbach ferner durch die Straßenbahn Reutlingen mit der Kernstadt verbunden.
Ende der 1990er Jahre entstand am südlichen Ortsrand das Neubaugebiet Mähder. Zuvor lagen dort landwirtschaftlich genutzte Flächen.

## Wappen
Blasonierung: „In geteiltem Schild oben in Gold (Gelb) zwei gestürzte rote Äpfel, unten in Rot ein goldenes (gelbes) Weberschiffchen.“
Die Äpfel weisen auf den Obstanbau im Ort hin und das Weberschiffchen auf das Textilgewerbe.

## Sonstiges
- In Rommelsbach gibt es eine evangelische, eine evangelisch-methodistische und eine neuapostolische Kirchengemeinde.
- Im Ort gibt es eine Grundschule und mehrere Kindergärten sowie das Bildungszentrum Nord (BZN), eine Gemeinschaftsschule und ein Gymnasium.
- Neben den Vereinen im Ort beteiligt sich auch die Freiwillige Feuerwehr am Gemeinschaftsleben in Rommelsbach.
- Außerdem gibt es einen Sportverein, den SV Rommelsbach, der in den Bereichen Jedermannsport, Fußball, Ski, Tennis, Tischtennis, Volleyball und Sport und Spiel tätig ist.
- Es gibt den Sängerkranz Rommelsbach bestehend aus Männerchor, Junger Chor „No Limit“ (gemischter Chor) und den „Andanteenies“ (Kinderchor).

## Veranstaltungen
- Jedes Jahr findet am 30. April auf den 1. Mai die Maibaumhockete statt. Bei ihr wird der Maibaum noch traditionell mit „Schwalben“ aufgestellt.
- Jedes Jahr gibt es den „Rommelsbacher Herbst“.
- Alle zwei Jahre gibt es in Rommelsbach ein Dorffest.
- Die Narrenzunft Rommelsbach veranstaltet jedes Jahr ein Häsabstauben, einen Zunftball und ein Narrengericht.
- Die Freiwillige Feuerwehr veranstaltet alle zwei Jahre einen Tag der offenen Tür und zwar immer in dem Jahr, in dem kein Dorffest stattfindet.

## Persönlichkeiten, die vor Ort wirkten
- 1827–1830: Friedrich Bernhard Adam Groß (1783–1861) im Zusammenhang mit der evangelischen Martin-Luther-Kirche